# Nepiesta mandibularis
Nepiesta mandibularis là một loài tò vò trong họ Ichneumonidae.